# Wapen van Broeksittard

Wapen van Broeksittard

Het wapen van Broeksittard werd op 24 november 1936 verleend door de Hoge Raad van Adel aan de Limburgse gemeente Broeksittard. Per 1 oktober 1942 ging Broeksittard op in gemeente Sittard. Het gemeentewapen kwam daardoor te vervallen. Sinds 2001 maakt Broeksittard deel uit van gemeente Sittard-Geleen.

## Blazoenering
De blazoenering van het wapen luidde als volgt:
Doorsneden; I golvend gedwarsbalkt van 6 stukken van zilver en sinopel, II in goud een slangenkopkruis van sabel. Het schild gedekt door een gouden kroon van drie bladeren en twee paarlen.
De heraldische kleuren zijn zilver (wit), sinopel (groen), goud (goud of geel) en sabel (zwart). Het schild wordt gedekt met een gravenkroon.

## Geschiedenis
Broeksittard heeft altijd onder Sittard gevallen, waardoor niet teruggevallen kan worden op historische zegels. De zilveren balken in groen verwijst naar haar verleden. Broeksittard werd in 1144 genoemd als Bruchsitert ofwel: moeras-Sittard. De slangenkopkruis is afgeleid uit het wapen van Sittard

## Verwante wapens

Het eerste wapen van Sittard per 1819

Ambt Montfort
· Amby
· Amstenrade
· Arcen en Velden
· Baexem
· Beegden
· Beek
· Belfeld
· Bemelen
· Berg en Terblijt
· Bingelrade
· Bocholtz
· Borgharen
· Born
· Broekhuizen
· Broeksittard 
· Buggenum
· Bunde
· Cadier en Keer
· Echt 
· Eijsden
· Elsloo
· Eygelshoven
· Geleen
· Gennep
· Geulle
· Grathem
· Grevenbicht
· Gronsveld
· Grubbenvorst
· Gulpen 
· Haelen
· Heel
· Heel en Panheel
· Heer
· Helden
· Herten
· Heythuysen
· Hoensbroek
· Horn
· Horst
· Houthem
· Hulsberg
· Hunsel
· Itteren
· Jabeek
· Kessel
· Klimmen
· Limbricht
· Linne
· Maasbracht
· Maasbree
· Maasniel
· Margraten
· Meerlo
· Meerlo-Wanssum
· Meerssen
· Meijel
· Melick en Herkenbosch
· Merkelbeek
· Mheer
· Montfort
· Munstergeleen
· Neer
· Neeritter
· Nieuwenhagen
· Nieuwstadt
· Noorbeek
· Nuth
· Onderbanken
· Obbicht en Papenhoven
· Ohé en Laak
· Oirsbeek
· Ottersum
· Oud-Valkenburg
· Oud-Vroenhoven
· Posterholt
· Roggel
· Roggel en Neer
· Roosteren
· Schaesberg
· Schimmert
· Schinnen
· Schinveld
· Sevenum
· Simpelveld
· Sint Geertruid
· Sint Odiliënberg
· Sint Pieter
· Sittard
· Slenaken
· Spaubeek
· Stramproy
· Stevensweert
· Susteren
· Swalmen
· Tegelen
· Thorn
· Ubach over Worms
· Ulestraten
· Urmond
· Valkenburg
· Vlodrop
· Wanssum
· Wessem
· Wijlre
· Wijnandsrade
· Wittem